# Lármás daru

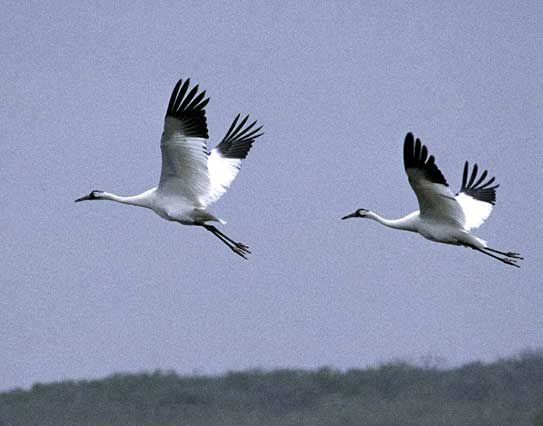
Röpképe

A lármás daru (Grus americana) a madarak osztályának a darualakúak (Gruiformes) rendjébe, azon belül a darufélék (Gruidae) családjába tartozó faj.

## Előfordulása
Kanada és az Amerikai Egyesült Államok területén honos. A vadon élő állománya 150 madárból áll.

## Megjelenése
Testhossza 150 centiméter, szárnyfesztávolsága 230 centiméter, testtömege pedig 7500 gramm. A törzs, a farok és a nyak fehér, a fejtető piros, a csőr körüli rész piros és fekete. Az ujjszerű evezőtollak feketék, a szárny többi része fehér. A lármás daru lába hosszú, hogy gázolni tudjon a sekély vízben.

## Életmódja
Békákkal, rágcsálokkal, kisebb madarakkal és rovarokkal táplálkozik.

## Szaporodása
Az ivarérettséget 4-5 évesen éri el. A költési időszak május–július között van. Évente egyszer költ. Fészekalja 1-3 krémszínű vagy olajzöld, barna rajzolatú tojásból áll. Ezeken 34-35 napig mindkét szülő kotlik. A fiatal madarak 4 hónap után repülnek ki.
|  |  |